# Cambuquira
Cambuquira é um município brasileiro do estado de Minas Gerais, Região Sudeste do país. Sua população recenseada em 2022 era de 12 313 habitantes. Faz parte do Circuito das Águas de Minas Gerais.

## Nome
"Cambuquira" pode ser proveniente do termo tupi ka'aumbykyra, que significa "rabadilhas de folhas" (ka'a, folha + umbykyra, rabadilha, rabada, uropígio, cóccix), "grelo de erva (especialmente de aboboreira, com o qual se faz um guisado típico)".
Estudos recentes trazem propostas de revisão do topônimo, já que, de acordo com elas, a interpretação de "Cambuquira" relacionada a brotos de aboboreira ou rabadas de folhas pode não ser a mais correta. A grafia correta para "abóbora", em tupi, segundo esses estudos seria "Jerimunquira".
Uma das interpretações mais aceitas vem do tronco linguístico tupi, em que "cambu" significa "beber do seio" ou "aleitamento materno", e "kira" significa "jovem". Juntas, elas formam a expressão "beber o seio jovem", que associa as águas minerais ao seio materno, simbolizando vida e nutrição.
Outra interpretação, ligada ao tronco Macro-Jê, sugere que o nome deriva de "Cambuchi", um termo que designa um recipiente usado para armazenar água ou alimentos. Essa visão reflete a geografia da região, que se assemelha a uma cambuca cercada por serras, simbolizando a prática ancestral de coletar águas minerais de surgência espontânea, uma característica presente na população local, conhecida como "Povos das Águas". Essa interpretação também traz um sentido político, assegurando que a área foi historicamente uma rota de peregrinação e cura para povos indígenas.
1. ↑  «Representantes». União Brasil. Consultado em 29 de setembro de 2022
2. 1 2 3  «IBGE». Censo Demográfico - 2022
3. ↑  Empresa Brasileira de Correios e Telégrafos. «Busca Faixa CEP». Consultado em 1 de fevereiro de 2019
4. ↑  Atlas do Desenvolvimento Humano (29 de julho de 2013). «Ranking decrescente do IDH-M dos municípios do Brasil» (PDF). Programa das Nações Unidas para o Desenvolvimento (PNUD). Consultado em 15 de junho de 2015. Cópia arquivada (PDF) em 8 de julho de 2014
5. 1 2  Instituto Brasileiro de Geografia e Estatística (IBGE) (2015). «Produto Interno Bruto dos Municípios - 2015». Consultado em 1 de março de 2018. Cópia arquivada em 1 de março de 2018
6. ↑  NAVARRO, E. A. Dicionário de tupi antigo: a língua indígena clássica do Brasil. São Paulo. Global. 2013. p. 552.
7. ↑  FERREIRA, A. B. H. Novo dicionário da língua portuguesa. 2ª edição. Rio de Janeiro. Nova Fronteira. 1986. p. 327.
8. ↑  https://www.camaracambuquira.mg.gov.br/index.php?option=com_content&view=article&id=126&Itemid=200

Antigos nomes
- São Sebastião de Cambuquira
- Águas Virtuosas de Cambuquira

## História
Até a chegada dos primeiros bandeirantes à região, no século XVI, o sul de Minas Gerais era habitado pelos índios puris. A origem da atual cidade foi no atual Largo de São Francisco, onde existia uma fazenda, a Boa Vista, deixada como herança para os escravos pelas irmãs Ana, Joana e Francisca da Silva Goulart na primeira metade do século XIX.
A descoberta de fontes de água mineral na propriedade atraiu muitas pessoas em busca de suas propriedades terapêuticas e, em 1861, a Câmara Municipal de Campanha efetuou a desapropriação das terras, considerando-as de utilidade pública. O local foi liberado para visitação, o que estimulou o desenvolvimento do povoado nos arredores.

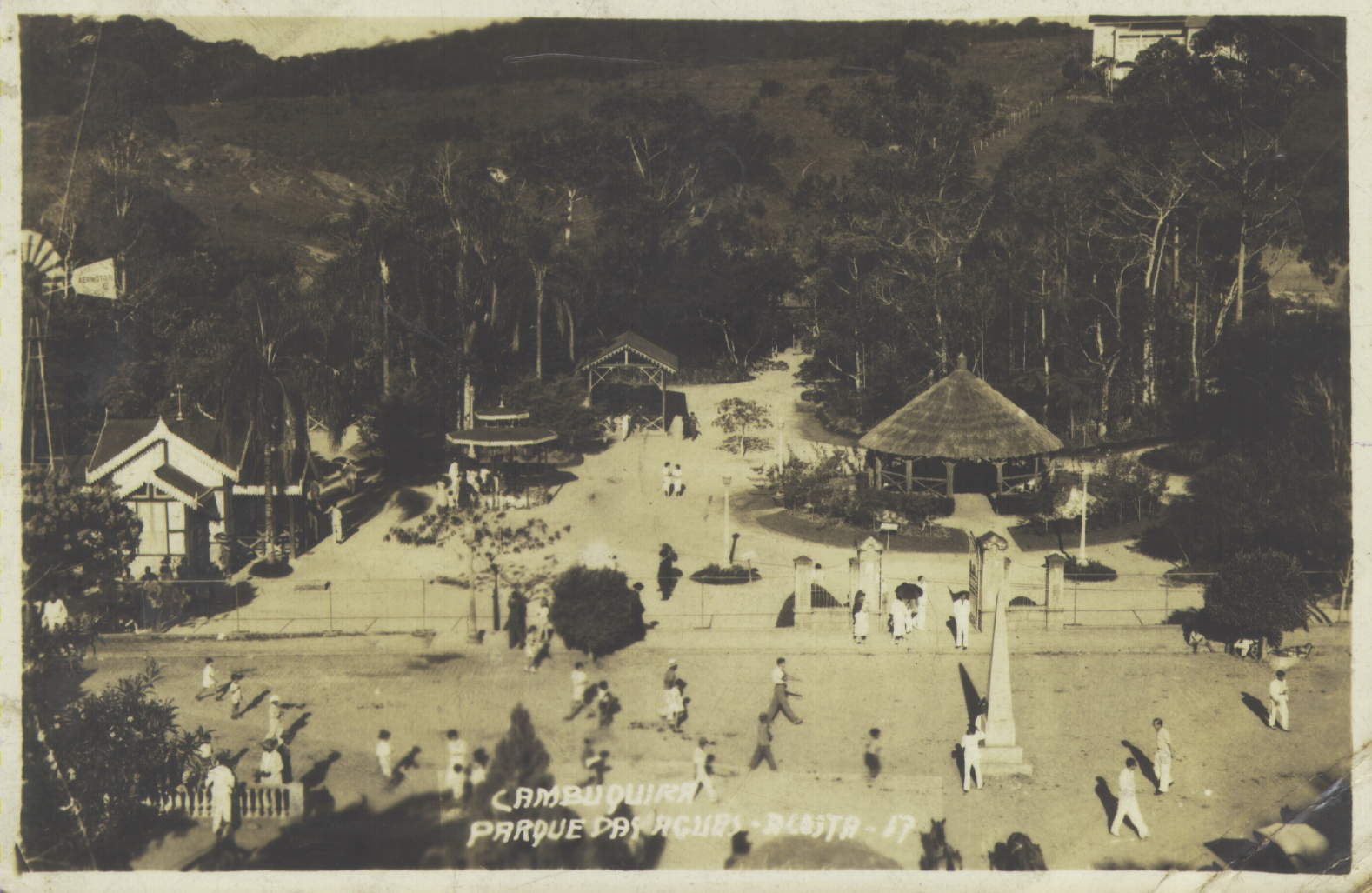
Parque das Aguas de Cambuquira em 1941, Acervo do Museu Paulista da USP

Em 1872, fundou-se o Arraial de Cambuquira, erigido em distrito pertencente a Campanha. Em 1894, foi inaugurada a estrada de ferro, levando progresso e expandindo a população. Cambuquira foi decretada (Decreto Número 2 528) município no dia 12 de maio de 1909, tendo, como primeiro prefeito, Raul de Noronha Sá. Nas décadas seguintes, o turismo na cidade desenvolveu-se em ritmo intenso, levando-a ao título oficial de estância hidromineral em 1970.

## Geografia
De acordo com a divisão regional vigente desde 2017, instituída pelo IBGE, o município pertence às Regiões Geográficas Intermediária de Varginha e Imediata de Três Corações. Até então, com a vigência das divisões em microrregiões e mesorregiões, fazia parte da microrregião de São Lourenço, que por sua vez estava incluída na mesorregião do Sul e Sudoeste de Minas.

## Economia
Sua economia baseia-se na cultura do café, pecuária, turismo e indústria de água mineral para exportação. Possui um observatório astronômico utilizado para pesquisas e estudos universitários.

### Turismo
Cambuquira foi uma das primeiras cidades projetadas do estado, com ruas largas, calçadas amplas e arborização selecionada - na primavera, as flores de centenas de árvores de magnólia perfumam a atmosfera da cidade e são uma atração à parte. As principais atrações da cidade são: o Parque das Águas, com seis fontes de água mineral (ferruginosa, alcalina, magnesiana, sulfurosa, gasosa e com lítio); as fontes do Marimbeiro e do Laranjal (nas cercanias da cidade); e o Pico do Piripau, a 1.300 metros de altitude, de onde decolam pilotos de parapente e asa-delta; o Centro de Estudos de Astronomia - Observatório Centauro, onde está aberto para visitação do público, podendo também ser feito o agendamento para visitação de famílias, grupo de estudos, escolas, entre outros. Além de duas cachoeiras na zona rural.